# Antony Fennema
Antony Gerardus Fennema, beter bekend als A.G. Fennema, (Sneek, 2 april 1902 - Amsterdam, 30 juli 1984) was een Nederlands jurist en roeier. Eenmaal nam hij deel aan de Olympische Spelen, maar hij won bij die gelegenheid geen medaille. 

## Familie
Hij was zoon van Antoinetta Adriana Sillevis en advocaat, later makelaar in effecten en vice-president Amsterdamse Vereniging voor de Effectenhandel Enno Fennema. Hij trouwde in 1938 in Boedapest met de Oostenrijk-Hongaarse Ilona Maria (von) Zboray,   die in de jaren vijftig als Ilona Fennema uitgeefster en hoofdredactrice was van het veelgeprezen, maar commercieel weinig succesvolle kinderblad Kris Kras. Hij had haar in Nederlands-Indië leren kennen. Het echtpaar trok naar Amsterdam-Zuid (hij zou er tot aan zijn overlijden wonen) en had vier dochters. Dochter Marianne Fennema werd toneelschrijfster en schreef samen met echtgenoot Rolf Erenstein mee aan televisieserie Zesde klas. Mr.Dr. Antony Gerardus Fennema was officier in de Orde van Oranje-Nassau. Zijn Bericht van overlijden vermeldt zijn motto: We’ll cross that bridge when we come before it (een probleem pas aanpakken als het zich voordoet).  Hij werd in stilte gecremeerd.

## Leven
Het rapport van militaire keuring gaf aan dat hij opgeleid was aan het Barlaeus Gymnasium (eindexamen 1920) had en student rechten was. Hij behaalde in 1922 zijn kandidaatsexamen rechtsgeleerdheid aan de Universiteit van Amsterdam; in 1927 volgde zijn doctoraalexamen. Hij promoveerde er tot doktor in de rechtsgeleerdheid (Eigendomsbescherming van toondereffecten) in 1929.  Hij vertrok naar Nederlands-Indië en vestigde zich (als Meester/Mr.) in Medan. Hij werkte enige tijd als (waarnemend) secretaris voor de Deli Planters Vereniging als ook voor de Sumatra Tabaksmaatschappijen. Eenmaal terug in Nederland ging hij werken voor het Tabaksbureau. In 1940 werd hij voorzitter van de afdeling Amsterdam van de Liberale Staatspartij.  Hij werd diverse keren afgevaardigd naar Arbeidsconferenties; hij was toen gedelegeerde van de Werkgeversfederatie voor Internationale Arbeidszaken en was plaatsvervangend lid van het Internationale Arbeidsorganisatie (IOA en ILO) te Genève. 

## Roeien
Fennema was tijdens die studie aangesloten bij de studentenroeivereniging ASR Nereus in Amsterdam. Op de Olympische Spelen van 1924 in Parijs maakte hij op 22-jarige leeftijd zijn olympisch debuut op het roeionderdeel acht met stuurman. De roeiwedstrijden vonden plaats op een recht gedeelte van de rivier de Seine bij Argenteuil. De Nederlandse ploeg werden in de 2e serie derde en plaatste zich hierdoor niet voor de finale en ook niet voor de herkansing. 

## Palmares

### Roeien (acht met stuurman)
- 1924: 3e in de series OS - onbekende tijd

Simon Bon · 
Cornelis Eecen · 
Antony Fennema · 
Roelof Hommema · 
Paul Maasland · 
Henk Rijnders · 
Gerrit Tromp · 
Egbertus Waller · 
Ted Cremer (stuurman)